# Anja Weisgerber
Anja Weisgerberr (ur. 11 marca 1976 w Schweinfurcie) – niemiecka polityk i prawniczka, posłanka do Parlamentu Europejskiego VI i VII kadencji, deputowana do Bundestagu.

## Życiorys
W młodości trenowała tenis, zdobyła m.in. tytuł mistrzyni Bawarii. Ukończyła w 2000 studia prawnicze na Uniwersytecie w Würzburgu, uzyskała później stopień doktora nauk prawnych. W 2003 zdała egzamin państwowy drugiego stopnia. Pracowała jako aplikantka sądowa i adwokacka, był też zatrudniona w firmach konsultingowych. W 2004 uzyskała uprawnienia adwokackie.
Wstąpiła do Unii Chrześcijańsko-Społecznej w Bawarii. Od połowy lat 90. zasiadała we władzach organizacji młodzieżowej chadeków, w 2003 weszła w skład władz regionalnych CSU. Od 2002 wybierana na radną gminy Schwebheim, a od 2008 na radną miasta na prawach powiatu Schweinfurt.
W 2004 uzyskała mandat deputowanej do Parlamentu Europejskiego. W 2009 odnowiła go na kolejną kadencję. Z PE odeszła w 2013, kiedy to została wybrana na posłankę do Bundestagu. Mandat w niższej izbie federalnego parlamentu utrzymywała również w 2017, 2021 i 2025.